# JSGI
JSGI або ж JavaScript Gateway Interface — це інтерфейс між вебсерверами і вебзастосунками та фреймворками, написаними мовою JavaScript. Автори брали за приклад продукт Rack для Ruby та WSGI для Python, а також PSGI для Perl.
Згодом JSGI було включено до проекту CommonJS.

## Пакети JSGI
Всі ці пакети для Node.JS.

### Низький рівень
- Q-IO [Архівовано 10 червня 2018 у Wayback Machine.]: система вводу-виводу (I/O), що базується на промісах, включає HTTP-сервер та клієнт, що працює на JSGI;
- jsgi-node [Архівовано 5 листопада 2015 у Wayback Machine.]: інтерфейс JSGI нижнього рівня для Node.JS.

### Фреймворк
Ці фреймворки дозволяють використовувати проміси з Q:
- joey на GitHub
- bogart на GitHub

Імена вибрані з Sinatra.